# (36322) 2000 LB26
2000 LB26 (asteroide 36322) é um asteroide da cintura principal. Possui uma excentricidade de 0.25692690 e uma inclinação de 19.72720º.
Este asteroide foi descoberto no dia 1 de junho de 2000 por LINEAR em Socorro.